# Ейкозан
Ейкозан С20Н42 (CH3-(CH2)18-CH3) - насичений вуглеводень класу алканів.
Зовнішній вигляд: кристали (розчинник перекристалізації - етанол).
Молекулярна маса: 282,56.
Температура плавлення: 36,4 °C.
Температура кипіння: 342,7 °C.
Густина - 0,778 (37 °C, відносно води при 4 °C), 0,7756 (40 °C, г/см3).
Показник заломлення - 1,434 (43 °C).
Теоретично можливо 366 319 структурних (3 396 844 з рахунком оптичних) ізомерів з таким числом атомів.